# Меррит, Абрахам
А́брахам Грейс Ме́ррит (англ. Abraham Grace Merritt, 20 января 1884 года — 21 августа 1943 года) — американский писатель, журналист и редактор.
Произведения Абрахама Меррита, написанные обычно в жанре фантастики о затерянных мирах и цивилизациях, или в жанре мистического детектива, пользовались огромной популярностью и оказали значительное влияние на многих писателей — в том числе, на Г. Ф. Лавкрафта, Джека Уильямсона, Фрица Лейбера, Л. Спрэга Де Кампа, Рэя Брэдбери и других.

## Биография
Абрахам Меррит родился 20 января 1884 года в Беверли (штат Нью-Джерси). Его отец, Уильям Генри Меррит, был архитектором, а мать, Ида Присцилла Бак — внучатой племянницей Джеймса Фенимора Купера.
Окончив школу, поступил в юридический колледж, однако после внезапной смерти отца ему пришлось бросить учёбу, чтобы работать и кормить семью. Потерпев неудачу в области юриспруденции, Абрахам всё же остался верен своим семейным корням — являясь потомственным интеллектуалом из образованной интеллектуальной семьи, он всё же проявил себя в качестве достаточно успешного журналиста. Меррит работал репортёром для нескольких филадельфийских газет — в основном для «The Philadelphia Inquirer». В 1911 году он был уже дежурным редактором, а в 1912 году его пригласили в еженедельник «American Weekly» помощником главного редактора Моррила Годдарда, которого он сменил в кресле редактора в 1937 году.
В области художественной литературы Меррит не преследовал никаких особых амбиций и не ставил цели становиться профессиональным писателем. Литературное творчество было для него всего лишь одним из видов отдыха от журналистской рутины. Что, впрочем, не помешало ему стать одним из самых влиятельных авторов приключенческой фантастики 1920-1930-х годов.
Помимо литературы увлекался археологией, этнографией, историей магии и коллекционированием экзотических растений. В 1903 году путешествовал по Центральной Америке.
В последние годы жизни Меррит был целиком занят редакционной работой и новых крупных произведений не публиковал.
21 августа 1943 года Абрахам Меррит скончался от сердечного приступа в своём летнем поместье в Индиан-Рокс-Бич (Флорида).
После его смерти художник-иллюстратор и писатель Ханнес Бок (1914—1964) дописал несколько произведений по оставшимся черновикам и рабочим материалам Меррита — рассказы «Женщина-лиса» и «Голубая пагода»
(1945), а так-же роман «Чёрное колесо» (1947).

## Творчество
Меррит дебютировал как фантаст рассказом «Сквозь Драконье Стекло» («Through the Dragon Glass», авторский вариант названия — «Thru the Dragon Glass») в журнале «All-Story» (номер от 24 ноября 1917 года).

### О затерянных цивилизациях

#### «Лунная заводь» в Океании (1918)
Первая и сразу довольно громкая известность приходит к нему после публикации новеллы «Лунная заводь» («The Moon Pool») в «All-Story» (номер от 22 июня 1918 года), которая стала одним из архетипических произведений о столкновении человека с тенями забытого прошлого. Новелла была продолжена романом «Завоевание Лунной заводи» («The Conquest of the Moon Pool», опубликован в номерах «All-Story» с 15 февраля по 22 марта 1919 года), и впоследствии во всех книжных изданиях они публиковались как единое целое под названием «Лунная заводь». Первое из книжных изданий появилось в том же 1919 году, и по его поводу рецензент газеты «New York Times» писал: «Если это, как указано на титуле, действительно дебютный роман, то мы присутствуем при рождении автора, одарённого необычайным (кое-кто, возможно, сочтёт его доселе невиданным) богатством воображения».
Роман повествует о том, как небольшая научная экспедиция под руководством доктора Трокмартина обнаружила на одном из Каролинских островов (Понапе) древнее сооружение и неосторожно потревожила его таинственного обитателя. Повторная экспедиция под руководством доктора Гудвина в те же места попадает через портал Лунной Заводи в огромный подземный мир, образовавшийся после того, как Луна откололась от Земли. В этом мире сосуществуют несколько цивилизаций — как человеческих, так и гораздо более древних.

#### «Металлическое чудовище» в Гималаях (1920)
В следующем романе Меррита — «Металлическое чудовище» («The Metal Monster», опубликован в номерах «Argosy All-Story» с 7 по 28 августа 1920 года) доктор Гудвин исследует недоступный район Гималаев и сталкивается с явными проявлениями коллективного сознания у загадочных металлических существ, которые имеют форму кубов, шаров и конусов и способны свободно передвигаться в пространстве и собираться в огромные живые механизмы.

#### «Лик в бездне» в Андах (1923)
8 сентября 1923 года «Argosy All-Story» печатает целиком в одном номере повесть Меррита «Лик в бездне» («The Face in the Abyss»). На этот раз автор отправляет своего героя Николаса Грейдона в компании авантюристов на поиски спрятанных сокровищ инков в перуанские Анды. Там они обнаруживают анклав древней расы Ю-Атланчи (прозрачный намёк на Атлантиду), хранящей знания древности. Много позже Меррит написал специально для Хьюго Гернсбека и его журнала «Wonder Stories» продолжение — роман «Мать-Змея» («The Snake Mother»), но редакция «Argosy» напомнила Мерриту, что по контракту он обязан предложить продолжение «Лика в бездне» сначала им. Само собой, новый роман был тут же принят и опубликован (в номерах с 25 октября по 6 декабря 1930 года).

#### «Корабль Иштар» (1924)
Мистическо-приключенческий роман Меррита «Корабль Иштар» («The Ship of Ishtar») был опубликован в «Argosy All-Story» с 8 ноября по 13 декабря 1924 года. Герой романа, Джон Кентон, случайно открывает в древнем камне античную модель корабля, которая оказывается магическим артефактом и перебрасывает Кентона в странный мир вне времени и пространства, на проклятый богами корабль, где происходит нескончаемая битва вавилонских богов — Иштар и Нергала.

#### «Семь шагов к Сатане» (1927)
В детективно-приключенческом романе «Семь следов на пути к Сатане» («Seven Footprints to Satan», в русских переводах часто называется «Семь шагов к Сатане») («Argosy All-Story», 2 июля — 1 августа 1927 года) исследователь и авантюрист Джеймс Киркхем (прямой литературный предшественник Индианы Джонса) становится пленником загадочного человека, который, кажется, обладает практически неограниченным богатством и беспредельной властью. Этот человек называет себя Сатана. Он — гений, чей интеллект сравним с интеллектом величайших учёных. Сатана предлагает Киркхему сыграть с ним в игру, ставкой Киркхема в которой, в зависимости от исхода, будет его жизнь или свобода, а ставкой Сатаны — место для Киркхема рядом с ним, тайным правителем мира.
Этот роман стал первым экранизированным произведением Меррита — в 1929 году вышел фильм «Семь следов на пути к Сатане». Режиссёр Беньямин Кристенсен снял по мотивам романа детективный фарс, который мало что оставил от литературного первоисточника, и значительного успеха фильм не имел.

#### «Обитатели миража» (1932)
В 1932 году был опубликован роман «Обитатели миража» («The Dwellers in the Mirage» — «Argosy», с 23 января по 27 февраля), последний из романов Меррита о «затерянных цивилизациях». На этот раз автор попытался не просто «заслать» современного человека в «затерянный мир», но и связать его с этим миром неразрушимыми узами. Лейф Лэнгдон несёт в себе пробужденную древним ритуалом память и душу великого героя Двайану, и постоянный внутренний поединок Лейфа с Двайану приводит к катастрофическим последствиям для остатков некогда могущественной расы.

### Фантастические ужасы (1932, 1934)
Также в 1932 году был издан детективно-мистический роман «Гори, ведьма, гори!» («Burn, Witch, Burn!», «Argosy», 22 октября — 26 ноября, на русском издавался также под названием «Дьявольские куклы мадам Мэндилип») — возможно, один из лучших образцов фантастики ужасов в стиле эпохи «гангстерских войн». Роман начинается с визита главы гангстерского синдиката к доктору Лоуэллу, нейрохирургу. Целая череда странных смертей оказываются страшным следом обосновавшейся в городе ведьмы, которая создаёт уменьшенные копии живых людей и переселяет в них души оригиналов. Лоуэлл и Рикори начинают тайную войну с жуткими куклами и их создательницей.
По мотивам этого романа был поставлен фильм Тода Браунинга «Дьявольская кукла» (1936).
Второй роман дилогии, «Ползи, тень, ползи!» («Creep, Shadow, Creep!», «Argosy», 8 сентября — 13 октября 1934 года), сделан в более мифологическом ключе. Древняя ирландская легенда о городе Ис словно отражение миража на поверхности воды возникает в реалиях Америки 1930-х годов. Гипнотизеру удаётся пробудить в современной девушке наследственную память Дахут, королевы-волшебницы, и неподалёку от Нью-Йорка начинает исподволь возрождаться древний и кровавый магический культ.

## Абрахам Меррит в СССР
В СССР впервые на русский язык Меррит был переведён в 1920-х годах. Его «Металлический монстр» печатался с большими сокращениями в журнале «Мир приключений» за 1928— 1929 годы под названием «Живой металл». В дальнейшем издательство произведений Меррита в СССР было надолго прервано — вплоть до 70-х, когда появились «самиздатовские» переводы романов «Дьявольские куклы мадам Мэндилип» и «Лик в бездне»; впоследствии с этих любительских изданий и переводов выходили первые русскоязычные издания Меррита в 1990— 1991 годах.

### Циклы произведений
- Доктор Гудвин / Dr. Goodwin
- 1919 — Лунная заводь (Лунный бассейн)[2] / The Moon Pool
- 1920 — Живой металл (Металлический монстр) / The Metal Monster
- Доктор Лоуэлл / Dr. Lowell
- 1932 — Гори, ведьма, гори! (Гори, ведьма, пылай!; Дьявольские куклы мадам Мэндилип) / Burn, Witch, Burn!
- 1934 — Ползи, тень, ползи! / Creep, Shadow, Creep!
- Лик в бездне
- 1931 — Лик в бездне / The Face in the Abyss
- 1940 — Мать-змея / The Snake Mother

### Романы[3]
- 1924 — Корабль Иштар / The Ship of Ishtar
- 1928 — Семь шагов к Сатане (Семь ступеней к Сатане; Сатанинские игры) / Seven Footprints to Satan
- 1932 — Обитатели миража (Жители миража) / Dwellers in the Mirage
- 1947 — Чёрное колесо / The Black Wheel // Соавтор: Ханнес Бок
- 1948 — Rhythm of the Spheres

### Повести и рассказы
- 1917 — Через драконье стекло / Through the Dragon Glass
- 1918 — Племя из бездны (Обитатели бездны)/ The People of the Pit
- 1919 — Три строчки на старофранцузском / Three Lines of Old French
- 1920 — The Whelming of Cherkis
- 1926 — Лесные женщины / The Woman of the Wood
- 1934 — Трутень / The Drone
- 1934 — Последний поэт и роботы / The Last Poet and the Robots
- 1934 — The White Road
- 1935 — The Challenge from Beyond // Соавторы: Кэтрин Л. Мур, Говард Филлипс Лавкрафт, Роберт Ирвин Говард, Фрэнк Лонг
- 1946 — Женщина-лиса / The Fox Woman
- 1948 — When Old Gods Wake